# أندرو هولنيس
أندرو مايكل هولنيس (بالإنجليزية: Andrew Michael Holness)‏ هو سياسي جمايكي ولد في يوم 22 يوليو 1972 في مدينة سبانيش تاون في جمايكا، هو سياسي من حزب العمال الجمايكي وقد أنتخب في يوم 3 مارس 2016 ليكون رئيساً جديداً لجمايكا.

## روابط خارجية
- أندرو هولنيس على موقع IMDb (الإنجليزية)
- أندرو هولنيس على موقع مونزينجر (الألمانية)